# Heinrich-Heine-Straße (metropolitana di Berlino)
La stazione di Heinrich-Heine-Straße è una stazione della metropolitana di Berlino, sulla linea U8. È posta sotto tutela monumentale (Denkmalschutz).